# Aegomorphus ridleyi
Aegomorphus ridleyi es una especie de escarabajo longicornio del género Aegomorphus, tribu Acanthoderini, subfamilia Lamiinae. Fue descrita científicamente por Waterhouse en 1890.

## Descripción
Mide 11,5-16 milímetros de longitud.

## Distribución
Se distribuye por Brasil.